# Stazione di Prata Camportaccio
La stazione di Prata Camportaccio è una fermata ferroviaria posta sulla linea Colico-Chiavenna. Serve il centro abitato di Prata Camportaccio. 

È una fermata ferroviaria provvista di banchina e panchine riparate, senza edificio; dista 2 minuti in treno dal capolinea Chiavenna

## Storia
La fermata di Prata Camportaccio venne attivata nel 1991, a servizio dell'omonimo comune. La stazione è situata nella linea ferroviaria Colico-Chiavenna, ed è una delle stazioni più recenti aperte nella tratta ferroviaria.